# (5237) Yoshikawa
(5237) Yoshikawa est un astéroïde de la ceinture principale.

## Description
(5237) Yoshikawa est un astéroïde de la ceinture principale. Il fut découvert le 26 octobre 1990 à Oohira par Takeshi Urata. Il présente une orbite caractérisée par un demi-grand axe de 2,24 UA, une excentricité de 0,10 et une inclinaison de 5,1° par rapport à l'écliptique.